# José Enrique Gutiérrez

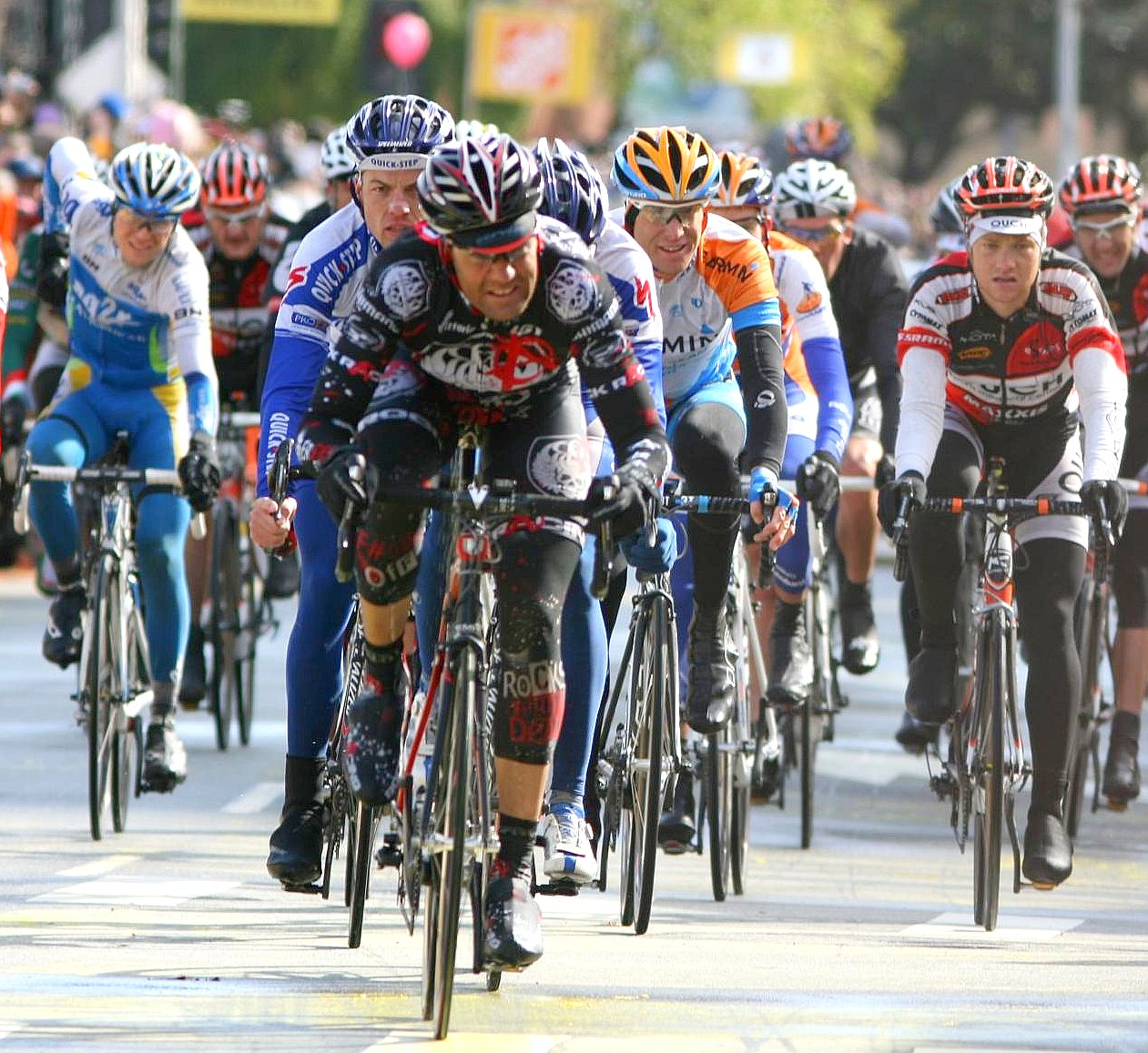
José Enrique Gutiérrez encabezando el pelotón con el maillot de Rock Racing.

José Enrique Gutiérrez Cataluña, también conocido como Quique Gutiérrez es un ciclista español nacido el 18 de junio de 1974 en Valencia (España). Es hermano de los también ciclistas profesionales José Ignacio Gutiérrez y de David Gutiérrez.

## Biografía
Profesional desde el año 1998, cuando debutó con el equipo Kelme Kelme-Costa Blanca. Apodado el búfalo debido a su corpulencia y a su forma de respirar cuando está desarrollando un esfuerzo máximo. Ha destacado siempre como un gran corredor de fondo para grandes vueltas por etapas, ha disputado un total de catorce grandes vueltas: seis Vueltas a España, cinco Tours de Francia y tres Giros de Italia y ha sido siempre catalogado como un correcto gregario prueba de ello es que ha colaborado en el triunfo de una vuelta a España con Roberto Heras y otra con Aitor González además ha trabajado para corredores de la talla de Escartín, Sevilla, Botero, Hamilton, Landis, Zülle, Freire... etc.
Además es un corredor que cuando ha gozado de la libertad del equipo, ha sabido aprovecharla a la perfección para conseguir numerosos éxitos a nivel individual entre los que destacan sus triunfos de etapa en la vuelta a España (alto de Navacerrada) y en el Dauphine libere, además de haber lucido la maglia rosa como líder del giro de Italia en el año 2000 y sobre todo como mejor resultado el 2.º puesto en la general final del Giro de Italia 2006 , además de haber formado parte de la selección nacional en 2 mundiales.
Ha militado en los equipos: Kelme (1998- 2003), Phonak (2004- 2005 y 2006), Team LPR,(2007-2008) , Rock Racing 2009 y Indeportes Antioquia (2011-2012).
En su primer año como profesional fue 11º en el prólogo del Giro de Italia. También fue Maglia Rosa del Giro de Italia durante un día.

### Phonak: Éxitos más significativos y acusaciones de dopaje
En el equipo Phonak (de categoría UCI ProTour) consiguió sus mayores logros como ciclista profesional: etapa en la Vuelta a España (2004) y segundo en la general del Giro de Italia (2006), solo superado por Ivan Basso. Después de tal hazaña fue vetado por su equipo, debido a su implicación en la Operación Puerto. Dicha implicación fue demostrada debido a una sucesión de escuchas telefónicas durante la investigación judicial, 

### Retirada y regreso
Aunque el 5 de marzo del 2010 anunció su retirada al desaparecer del profesionalismo el equipo donde tenía contrato, el Rock Racing, en 2011 decidió volver, tentado por la oferta del equipo continental colombiano Gobernación de Antioquia-Indeportes Antioquia de volver junto con su compatriota Óscar Sevilla.

### Actualmente
Tras su retirada definitiva del ciclismo profesional sigue muy vinculado al ciclismo, sobre todo al ciclismo base.
En el 2012 creó la Escuela de Ciclismo CC-Guti-Vinalesa. La filosofía de la escuela es dar una opción y alternativa de deporte y ocio a los chiquillos. Porque por la zona no hay escuelas de ciclismo. En general es una iniciación al mundo de la bicicleta y la formación integral de los jóvenes en todos los sentidos usando el deporte de la bicicleta (convivir, competir, respetar a los compañeros y rivales).
A principios de 2013 fue nombrado seleccionador autonómico (Comunidad Valenciana) de categoría cadete.
También lleva la preparación de jóvenes ciclistas y clubes, tiene en mente arrancar nuevos proyectos relacionados con el mundo del ciclismo, además desde hace unos años dispone del título de entrenador nacional de ciclismo y no descarta dirigir a algún equipo en el futuro.

## Palmarés
1997
- Campeonato de España Contrarreloj

2000
- 1 etapa del G. P. International MR Cortez-Mitsubishi
- 1 etapa del Gran Premio Internacional MR Cortez-Mitsubishi

2002
- 1 etapa de la Dauphiné Libéré

2004
- 1 etapa de la Dauphiné Libéré
- 1 etapa de la Vuelta a España

2006
- 2.º en el Giro de Italia

2011
- 1 etapa de la Clásica de Santander

## Resultados en Grandes Vueltas y Campeonatos del Mundo
| Carrera         | 1998 | 1999 | 2000 | 2001 | 2002  | 2003 | 2004 | 2005 | 2006 | 2007 | 2008 | 2009 | 2010 | 2011 | 2012 |
| --------------- | ---- | ---- | ---- | ---- | ----- | ---- | ---- | ---- | ---- | ---- | ---- | ---- | ---- | ---- | ---- |
| Giro de Italia  | Ab.  | -    | Ab.  | -    | -     | -    | -    | -    | 2.º  | -    | -    | -    | -    | -    | -    |
| Tour de Francia | -    | -    | -    | 25.º | 29.º  | 41.º | 28.º | 49.º | -    | -    | -    | -    | -    | -    | -    |
| Vuelta a España | -    | -    | 36.º | Ab.  | 37.º  | 34.º | 31.º | Ab.  | -    | -    | -    | -    | -    | -    | -    |
| Mundial en Ruta | -    | -    | -    | -    | 158.º | -    | -    | -    | -    | -    | -    | -    | -    | -    | -    |

-: no participa

Ab.: abandono

## Equipos
- Kelme-Costa Blanca (1998-2003)
- Phonak (2004-2006)
- L.P.R. Brakes (2007)
- Serramenti PVC Diquigiovanni-Androni Giocattoli (2008)
- Rock Racing (2009)
- Gobernación de Antioquia-Indeportes Antioquia (2011-2012)